# Football Club Aprilia 2010-2011
Questa pagina raccoglie le informazioni riguardanti il Football Club Aprilia nelle competizioni ufficiali della stagione 2010-2011.

## Risultati

### Serie D

#### Poule scudetto
| 22 maggio 2011 Giornata 1 | Arzanese | 3 – 1 | Aprilia |  |

| 29 maggio 2011 Giornata 2 | Aprilia | 1 – 3 | Ebolitana |  |